# ستيفن كورتيس شابمان
ستيفن كورتيس شابمان (بالإنجليزية: Steven Curtis Chapman)‏ هو عازف قيثارة ومغني وموسيقي ومغن ومؤلف وممثل أمريكي، ولد في 21 نوفمبر 1962 في الولايات المتحدة.

## وصلات خارجية
- ستيفن كورتيس شابمان على موقع IMDb (الإنجليزية)
- ستيفن كورتيس شابمان على موقع ميوزك برينز (الإنجليزية)
- ستيفن كورتيس شابمان على موقع أول ميوزيك (الإنجليزية)
- ستيفن كورتيس شابمان على موقع ديسكوغز (الإنجليزية)
- ستيفن كورتيس شابمان على موقع قاعدة بيانات الفيلم (الإنجليزية)